# Frühjahrsoffensive in Vietnam 1975
Die Frühjahrsoffensive des Jahres 1975 stellt den letzten Abschnitt des Vietnamkrieges dar. 
Diese militärische Aktion war eine Reihe großangelegter und ehrgeiziger Offensivoperationen von Nordvietnam und des Viet Cong, die am 13. Dezember 1974 begannen. Das Ziel dieser Operationen war, die Armee Südvietnams endgültig zu bezwingen und Regierung von Südvietnam zur Aufgabe zu bewegen. Nach anfänglichen Erfolgen einer zuerst begrenzten Kampagne in der Provinz Bình Phước erhöhte die nordvietnamesische Führung den Umfang der Offensive ihrer Volksarmee und bedrohte schnell die Stadt Buôn Ma Thuột im Gebirge.

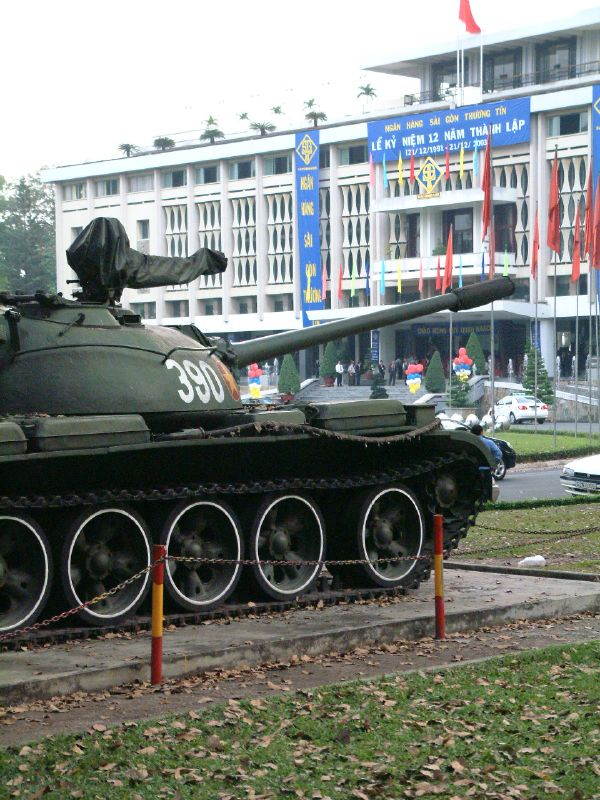
Einer der Panzer, der die Tore des südvietnamesischen Präsidentenpalastes durchbrach.

Die neue Offensive unterschied sich von der unentschlossenen Ostern-Offensive von 1972. 1973 war der Vertrag von Paris („Abkommen über die Beendigung des Krieges und die Wiederherstellung des Friedens in Vietnam“) unterzeichnet worden. Die Verringerung der amerikanischen Militärhilfe, die zum Lebensnerv der südvietnamesischen Streitkräfte geworden war, bewirkte einen materiellen und psychologischen Aufruhr und Verfall in dieser Armee. Die Politik der USA war mit den Folgen des Rücktritts von Präsidenten Richard Nixon im Zuge der Watergate-Affäre beschäftigt. Die Unfähigkeit, alternative militärische Konzepte zu finden, beschleunigte den Zusammenbruch Südvietnams. Dass sich die USA nach vielen Jahren aus dem Kriegsschauplatz Südostasien zurückgezogen hatten, wirkte sich auf die Psyche der politischen und militärischen Führung von  Südvietnam und auf die Zivilbevölkerung verheerend aus.
Versuche, die Fläche der zu verteidigenden Gebiete in den nördlichen Provinzen zu reduzieren und eine strategische Nationalreserve zu schaffen, schlugen fehl; die massiven Flüchtlingswanderungen und die Desorganisation der Verteidigungskräfte führten zum Verlust der nördlichen zwei Drittel des Landes. Von der Schnelligkeit des südvietnamesischen Zusammenbruchs überrascht, wurde das Ziel des Feldzuges erweitert auf die Eroberung der südvietnamesischen Hauptstadt Saigon rechtzeitig zur Feier des 85. Geburtstags Präsident Hồ Chí Minhs. Dadurch sollte auch der Krieg beendet werden. Dieser Teil der Frühjahrsoffensive wird Ho-Chi-Minh-Feldzug genannt. Er machte die Überführung des Großteils der nördlichen Kräfte der Angreifer um mehr als 550 km nach Süden erforderlich.
Im Bereich um die Hauptstadt Saigon gruppierten sich die südvietnamesischen Kräfte um und schufen eine beachtliche Verteidigungslinie bei den wichtigsten Verkehrsknotenpunkten bei Xuân Lộc und Phan Rang. Gleichzeitig aber sank der politische und militärische Wille, den Kampf fortzusetzen. Unter politischem Druck trat der südvietnamesische Präsident Nguyễn Văn Thiệu am 21. April zurück, in der Hoffnung, dass ein neuer Führer, der Nordvietnam besser zugänglich wäre, die Verhandlungen wieder aufnehmen könne. Es war aber zu spät. Eine Speerspitze der vietnamesischen Volksarmee hatte Saigon bereits erreicht; die südvietnamesische Regierung, nun unter der Führung von Dương Văn Minh, kapitulierte am 30. April 1975.